# جون كيربي (رسام)
جون كيربي (بالإنجليزية: John Kirby)‏ هو رسام بريطاني، ولد في 1949 في ليفربول في المملكة المتحدة.